# Forteresse de Stalać
La forteresse de Stalać (en serbe cyrillique : Средњовековни град Сталаћ ; en serbe latin : Srednjovekovni grad Stalać) se trouve à Stalać, dans la municipalité de Ćićevac et dans le district de Rasina, en Serbie. Elle est inscrite sur la liste des monuments culturels de grande importance de la République de Serbie (identifiant no SK 169),,.